# Ian Gelder
Ian Gelder (3 giugno 1949 – 6 maggio 2024) è stato un attore britannico.

## Biografia
Impersonò Kevan Lannister nella serie televisiva Il Trono di Spade (Game of Thrones).

## Filmografia

### Cinema
- Little Dorrit, regia di Christine Edzard (1988)
- The Fool, regia di Christine Edzard (1990)
- Sua maestà viene da Las Vegas (King Ralph), regia di David S. Ward (1991)
- The Informant, regia di Jim McBride (1997)
- The Emissary: A Biblical Epic, regia di Robert Marcarelli (1997)
- Jinnah, regia di Jamil Dehlavi (1998)
- La papessa (Die Päpstin), regia di Sönke Wortmann (2009)

### Televisione
- New Scotland Yard – serie TV, 1 episodio (1972)
- The Donati Conspiracy – serie TV, 3 episodi (1973)
- Murder Must Advertise – miniserie TV, 1 episodio (1973)
- Edoardo VII principe di Galles (Edward the Seventh) – serie TV, 5 episodi (1975)
- State of Emergency – serie TV, 3 episodi (1975)
- Play for Today – serie TV, 2 episodi (1975-1976)
- Thriller – serie TV, 1 episodio (1976)
- Spearhead – serie TV, 1 episodio (1978)
- The Three Kisses – film TV (1978)
- I Professionals (The Professionals) – serie TV, 1 episodio (1979)
- Rumpole's Return – film TV (1980)
- I Thought You'd Gone – serie TV, 7 episodi (1984)
- London's Burning – serie TV, 1 episodio (1988)
- Blackeyes – miniserie TV, 1 episodio (1989)
- Van der Valk – serie TV, 1 episodio (1991)
- Ruth Rendell Mysteries – serie TV, 1 episodio (1992)
- Poirot (Agatha Christie's Poirot) – serie TV, 1 episodio (1993)
- Metropolitan Police (The Bill) – serie TV, 3 episodi (1993-1998)
- Casualty – serie TV, 3 episodi (1993-2004)
- The Day Today – serie TV, 1 episodio (1994)
- Screen Two – serie TV, 1 episodio (1994)
- Chandler & Co. – serie TV, 1 episodio (1994)
- Absolutely Fabulous – serie TV, 1 episodio (1995)
- Fist of Fun – serie TV, 4 episodi (1995)
- Bugs - Le spie senza volto (Bugs) – serie TV, 1 episodio (1995)
- Brass Eye – serie TV, 1 episodio (1997)
- Kavanagh QC – serie TV, 1 episodio (1997)
- McCallum – serie TV, 1 episodio (1998)
- Hawk – film TV (2001)
- My Dad's the Prime Minister – serie TV, 1 episodio (2004)
- The Commander: Blacklight – film TV (2006)
- Holby City – serie TV, 1 episodio (2006)
- Fallen Angel – miniserie TV (2007)
- Robin Hood – serie TV (2009)
- Torchwood: Children of Earth – serie TV, 5 episodi (2009)
- Testimoni silenziosi (Silent Witness) – serie TV, 1 episodio (2010)
- Psychoville – serie TV, 1 episodio (2011)
- Il Trono di Spade (Game of Thrones) – serie TV, 12 episodi (2011-2012, 2015-2016)
- Endeavour – film TV (2012)
- Mr Selfridge – serie TV, 2 episodi (2013)
- Ripper Street – serie TV, 1 episodio (2016)
- Queers – miniserie TV, 1 episodio (2017)
- His Dark Materials - Queste oscure materie (His Dark Materials) – serie TV, episodio 1x01 (2019)

### Cortometraggi
- Angels at My Bedside (1998)

## Doppiatori italiani
Nelle versioni in italiano delle opere in cui recitò, Ian Gelder fu doppiato da:
- Dario Penne in Torchwood
- Roberto Pedicini ne La Papessa
- Gianni Giuliano ne Il Trono di Spade